# Michael Patrick Thornton
Michael Patrick Thornton (* in Chicago, Illinois) ist ein US-amerikanischer Schauspieler und Theaterdirektor.

## Leben
Der im Chicagoer Stadtteil Jefferson Park geborene Michael Patrick Thornton besuchte die The School of Steppenwolf. Im Jahr 2001 gründete Thornton mit Will Nedved die The Gift Theatre Company. An diesem Theater ist er der Direktor im Bereich der Künste. Des Weiteren ist er Lehrer an Schulen.
Im Fernsehen wurde Thornton durch die Rolle des Dr. Gabriel Fife in der Fernsehserie Private Practice bekannt. Dort spielte er 14 Folgen lang einen Arzt, der am Ende mit der Serienfigur von Audra McDonald eine Beziehung eingeht.
Außerdem war er in Dickste Freunde und The Chicago Code zu sehen.

## Filmografie (Auswahl)
- 2003: Shut-Eye
- 2007: Counting Backwards
- 2009–2011: Private Practice (Fernsehserie, 14 Folgen)
- 2011: Dickste Freunde
- 2011: The Chicago Code (Fernsehserie, eine Folge)
- 2017: Elementary (Fernsehserie, Folge 5x15)
- 2019: Magnum P.I. (Fernsehserie, Folge 2x01)
- 2022–2023: The Good Doctor (Fernsehserie, 5 Folgen)
- 2023: Navy CIS (Fernsehserie, Folge 20×14)